# العلاقات السنغالية الطاجيكستانية
العلاقات السنغالية الطاجيكستانية هي العلاقات الثنائية التي تجمع بين السنغال وطاجيكستان.

## مقارنة بين البلدين
هذه مقارنة عامة ومرجعية للدولتين:
| وجه المقارنة                                              | السنغال                                              | طاجيكستان                          |
| --------------------------------------------------------- | ---------------------------------------------------- | ---------------------------------- |
| المساحة (كم2)                                             | 196.72 ألف                                           | 143.10 ألف                         |
| عدد السكان (نسمة)                                         | 15.85 مليون                                          | 8.92 مليون                         |
| الكثافة السكانية (ن./كم²)                                 | 80.57                                                | 62.33                              |
| العاصمة                                                   | داكار                                                | دوشنبه                             |
| اللغة الرسمية                                             | لغة فرنسية، اللغة الولوفية، باديارا ‏، اللغة البلنتية | اللغة الطاجيكية                    |
| العملة                                                    | فرنك غرب أفريقي                                      | ساماني طاجيكي، الروبل الطاجيكستاني |
| الناتج المحلي الإجمالي (بليون دولار)                      | 16.37 مليار                                          | 7.15 مليار                         |
| الناتج المحلي الإجمالي (تعادل القوة الشرائية) بليون دولار | 36.62 مليار                                          | 24.03 مليار                        |
| الناتج المحلي الإجمالي الاسمي للفرد دولار أمريكي          | 899                                                  | 925                                |
| الناتج المحلي الإجمالي للفرد دولار أمريكي                 | 2.33 ألف                                             | 2.69 ألف                           |
| مؤشر التنمية البشرية                                      | 0.466                                                | 0.624                              |
| رمز المكالمات الدولي                                      | +221                                                 | +992                               |
| رمز الإنترنت                                              | .sn                                                  | .tj                                |
| المنطقة الزمنية                                           | 00                                                   | ت ع م+05:00                        |

## منظمات دولية مشتركة
يشترك البلدان في عضوية مجموعة من المنظمات الدولية، منها:
| علم المنظمة | اسم المنظمة                        | تاريخ انضمام السنغال | تاريخ انضمام طاجيكستان |
| ----------- | ---------------------------------- | -------------------- | ---------------------- |
|             | مؤسسة التنمية الدولية              | 31 أغسطس 1962        | 4 يونيو 1993           |
|             | مؤسسة التمويل الدولية              | 31 أغسطس 1962        | 2 ديسمبر 1994          |
|             | منظمة حظر الأسلحة الكيميائية       | ?                    | ?                      |
|             | الأمم المتحدة                      | 28 سبتمبر 1960       | 2 مارس 1992            |
|             | الاتحاد الدولي للاتصالات           | 15 نوفمبر 1960       | 28 أبريل 1994          |
|             | منظمة التعاون الإسلامي             | ?                    | ?                      |
|             | منظمة الشرطة الجنائية الدولية      | ?                    | ?                      |
|             | الاتحاد البريدي العالمي            | ?                    | ?                      |
|             | البنك الدولي للإنشاء والتعمير      | 31 أغسطس 1962        | 4 يونيو 1993           |
|             | وكالة ضمان الاستثمار متعدد الأطراف | 12 أبريل 1988        | 9 ديسمبر 2002          |
|             | يونسكو                             | 10 نوفمبر 1960       | 6 أبريل 1993           |
|             | الفريق المعني برصد الأرض           | ?                    | ?                      |

## وصلات خارجية
- موقع وزارة الخارجية السنغالية